# Spreewaldheide
Spreewaldheide là một đô thị thuộc huyện Dahme-Spreewald, bang Brandenburg, Đức. Đô thị Spreewaldheide có diện tích 35,99 km², dân số thời điểm 31 tháng 12 năm 2006 là 568 người.